# گلیان (شیروان)
گلیان، روستایی در شمال شرق ایران، واقع در بخش مرکزی شهرستان شیروان خراسان شمالی است.
مردمان این روستا به زبان تاتی ، زبان کردی  و کردی تکلم می‌کنند.

## جمعیت
روستای گلیان، مرکز دهستان گلیان است و جمعیت آن بر اساس سرشماری مرکز آمار ایران در سال ۱۳۹۰، بالغ بر ۴۴۱ نفر (۱۳۱ خانوار) می‌باشد. از این تعداد، ۲۰۱ مرد و ۲۴۰ نفر زن است.